# Ponikiewka (dopływ Soły)
Ponikiewka (nazwa według państwowego rejestru nazw geograficznych), na niektórych mapach Ponikwa lub Ponikiew – potok, dopływ rzeki Soły (a dokładniej sztucznego zbiornika Jezioro Międzybrodzkie).
Rozpoczyna swój bieg poniżej przełęczy Przegibek, między Magurką Wilkowicką a Chrobaczą Łąką. Płynie w kierunku wschodnim. W Międzybrodziu Bialskim uchodzi do Jeziora Międzybrodzkiego. Następuje to na wysokości około 316 m, w miejscu o współrzędnych 49°47′14″N 19°11′56″E/49,787222 19,198889. Wzdłuż koryta Ponikwy i przez przełęcz Przegibek prowadzi droga z Bielska-Białej do Międzybrodzia Bialskiego.
Zlewnia Ponikwy w całości znajduje się w zachodniej części Beskidu Małego, zwanej Grupą Magurki Wilkowickiej. Dolina Ponikwy wraz z przełęczą Przegibek dzieli tę grupę na dwie mniejsze grupy: grupę Chrobaczej Łąki (po północnej stronie) i grupę Magurki i Czupla (po południowej stronie). Głównymi dopływami Ponikwy są potoki: Piekielny Potok, Piekło, Głęboki Potok i Sokołowski Potok.
W dolinie Ponikwy stwierdzono występowanie rzadkiego w Polsce gatunku widłaka – widlicza Zeillera.

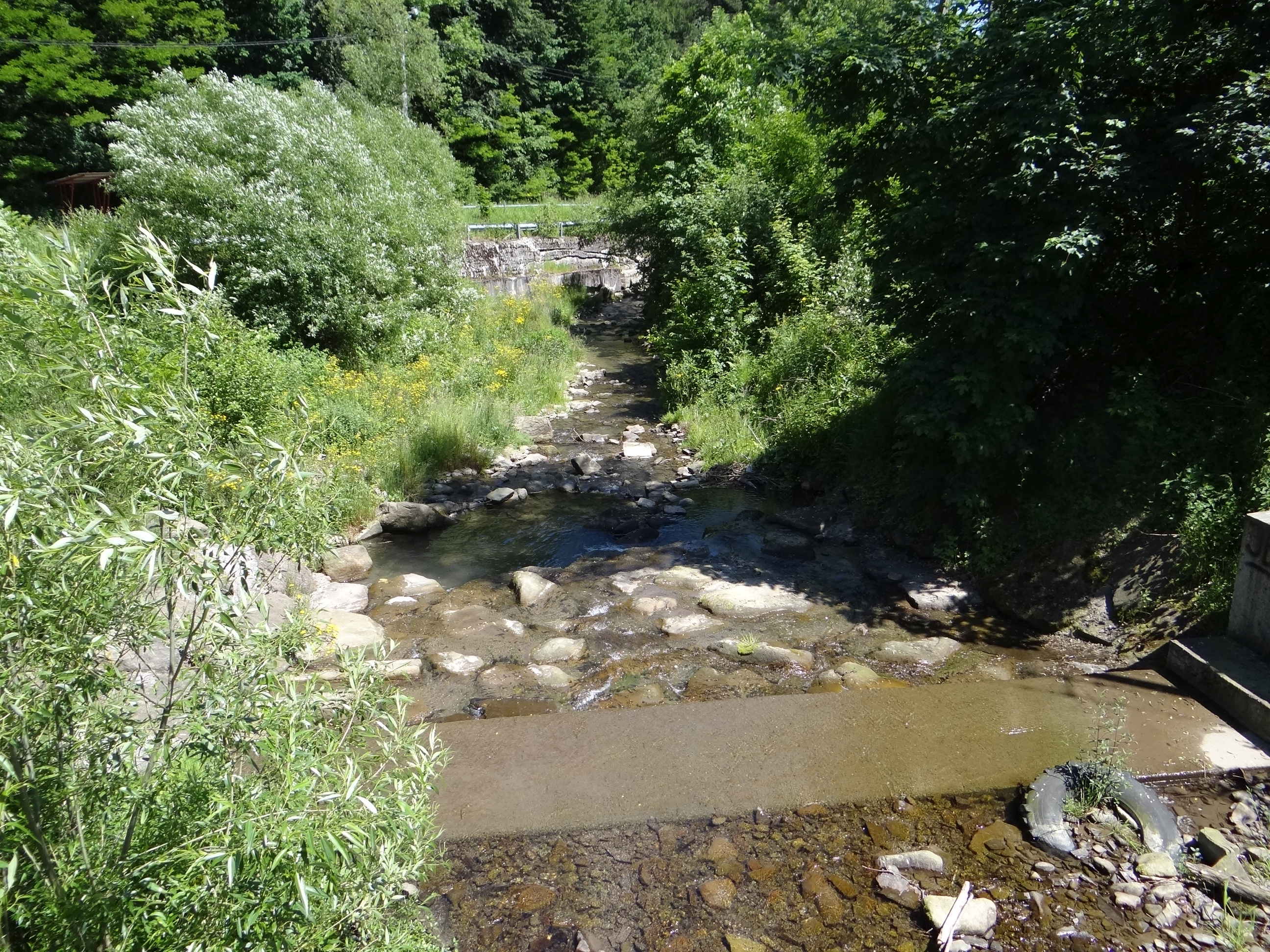